# Горохово (Калінінградська область)
Горохово (рос. Горохово) — селище Гур'євського міського округу, Калінінградської області Росії. Входить до складу Храбровського сільського поселення.
Населення — 3 особи (2015 рік).

## Населення
| 2002 | 2010 |
| ---- | ---- |
| 5    | ↘3   |